# Umělecké plavání na mistrovství Evropy v plaveckých sportech 2022
Závody v uměleckém (synchronizovaném) plavání na mistrovství Evropy v plaveckých sportech za rok 2022 proběhly v Římě, Itálie ve dnech 11. až 21. srpna 2022.

## Česká stopa
V disciplíně technického sóla startovalo 20 závodnic – Karolína Klusková (*2002) z TJ Tesla Brno obsadila 10. místo. V disciplíně volného sóla startovalo 22 závodnic – Karolína Klusková (*2002) z TJ Tesla Brno obsadila 14. místo. 
V disciplíně technických sestav dvojic startovalo 18 dvojic – Karolína Klusková (*2002) a Aneta Mrázková (*2000) obě z TJ Tesla Brno obsadily 11. místo. V disciplíně volných sestav dvojic startovalo 18 dvojic – Karolína Klusková (*2002) a Aneta Mrázková (*2000) obě z TJ Tesla Brno obsadily 12. místo.

## Výsledky

### Individuální disciplíny
| Muži                   | Zlato                  | Zlato   | Stříbro                     | Stříbro | Bronz                       | Bronz   |
| ---------------------- | ---------------------- | ------- | --------------------------- | ------- | --------------------------- | ------- |
| Tech. sestava sólistů  | Giorgio Minisini (ITA) | 85,7033 | Fernando Díaz del Río (ESP) | 79,4951 | Ivan Martinović (SRB)       | 58,8834 |
| Volná sestava sólistů  | Giorgio Minisini (ITA) | 88,4667 | Fernando Díaz del Río (ESP) | 83,3333 | Quentin Rakotomalala (FRA)  | 78,0000 |
| Ženy                   | Zlato                  | Zlato   | Stříbro                     | Stříbro | Bronz                       | Bronz   |
| Tech. sestava sólistek | Marta Fedinová (UKR)   | 92,6394 | Linda Cerrutiová (ITA)      | 90,8839 | Vasiliki Alexandriová (AUT) | 90,0156 |
| Volná sestava sólistek | Marta Fedinová (UKR)   | 94,6333 | Linda Cerrutiová (ITA)      | 92,1000 | Vasiliki Alexandriová (AUT) | 91,8333 |

### Týmové disciplíny
| Ženy                                               | Zlato | Zlato   | Stříbro | Stříbro | Bronz | Bronz   |
| -------------------------------------------------- | --- | ------- | --- | ------- | --- | ------- |
| Tech. sestava dvojic                               | Ukrajina (UKR) (Maryna Aleksijivová, Vladyslava Aleksijivová, *Veronika Hryšková) | 92,8538 | Rakousko (AUT) (Anna-Maria Alexandriová, Eirini-Marina Alexandriová, *Vasiliki Alexandriová) | 91,9852 | Itálie (ITA) (Linda Cerrutiová, Costanza Ferrová, *Domiziana Cavannaová) | 90,3577 |
| Volna sestava dvojic                               | Ukrajina (UKR) (Maryna Aleksijivová, Vladyslava Aleksijivová, *Veronika Hryšková) | 94,7333 | Rakousko (AUT) (Anna-Maria Alexandriová, Eirini-Marina Alexandriová, *Vasiliki Alexandriová) | 93,0000 | Itálie (ITA) (Linda Cerrutiová, Costanza Ferrová, *Domiziana Cavannaová) | 91,7000 |
| Tech. sestava až osmičlenného týmu                 | Ukrajina (UKR) (Maryna Aleksijivová, Vladyslava Aleksijivová, Olesija Derevjančenková, Marta Fedinová, Veronika Hryšková, Anželina Ovčynnikovová, Anastasija Šmoninová, Valerija Tyščenková, *Sofija Macijevská, *Darija Mošynská)                  | 92,5106 | Itálie (ITA) (Domiziana Cavannaová, Linda Cerrutiová, Costanza Di Camillová, Costanza Ferrová, Gemma Galliová, Marta Iacoacciová, Marta Murruová, Enrica Piccoliová, *Francesca Zuninová, *Federica Salaová)                                        | 90,3772 | Francie (FRA) (Ambre Esnaultová, Laura Gonzalezová, Mayssa Guermoudová, Oriane Jaillardonová, Ève Planeixová, Charlotte Trembleová, Maureen Jenkinsová, Romane Lunelová, *Camille Bravardová, *Mathilde Vigneresová)                                                                 | 88,0093 |
| Volná sestava až osmičlenného týmu                 | Ukrajina (UKR) (Maryna Aleksijivová, Vladyslava Aleksijivová, Olesija Derevjančenková, Marta Fedinová, Veronika Hryšková, Anželina Ovčynnikovová, Anastasija Šmoninová, Valerija Tyščenková, *Sofija Macijevská, *Darija Mošynská)                  | 94,1000 | Itálie (ITA) (Domiziana Cavannaová, Linda Cerrutiová, Costanza Di Camillová, Costanza Ferrová, Gemma Galliová, Marta Iacoacciová, Enrica Piccoliová, Francesca Zuninová, *Marta Murruová, *Federica Salaová)                                        | 92,6667 | Francie (FRA) (Camille Bravardová, Ambre Esnaultová, Laura Gonzalezová, Mayssa Guermoudová, Ève Planeixová, Charlotte Trembleová, Mathilde Vigneresová, Maureen Jenkinsová, *Manon Disbeauxová)                                                                                      | 90,5667 |
| Kombinovaná sestava až desetičlenného týmu (KOMBO) | Ukrajina (UKR) (Maryna Aleksijivová, Vladyslava Aleksijivová, Olesija Derevjančenková, Marta Fedinová, Veronika Hryšková, Sofija Macijevská, Darija Mošynská, Anželina Ovčynnikovová, Anastasija Šmoninová, Valerija Tyščenková, *Amelija Volynská) | 95,2000 | Itálie (ITA) (Domiziana Cavannaová, Linda Cerrutiová, Costanza Di Camillová, Costanza Ferrová, Gemma Galliová, Marta Iacoacciová, Marta Murruová, Enrica Piccoliová, Federica Salaová, Francesca Zuninová, *Veronica Gallová, *Isotta Sportelliová) | 92,6667 | Řecko (GRE) (Zoi Agrafiotiová, Maria Alziguziová, Eleni Fragakisová, Krystalenia Jalamasová, Zoi Karangelisová, Maria Karapanajotisová, Danai Kariorisová, Ifigeneja Krommydakisová, Sofia Malkojorgosová, Andriana Misikevyčová, *Lydia Papanastasisová, *Evangelia Plataniotisová) | 89,4000 |
| Zlatý hřeb (Highlights) až desetičlenného týmu     | Ukrajina (UKR) (Maryna Aleksijivová, Vladyslava Aleksijivová, Olesija Derevjančenková, Marta Fedinová, Veronika Hryšková, Sofija Macijevská, Darija Mošynská, Anželina Ovčynnikovová, Anastasija Šmoninová, Valerija Tyščenková, *Amelija Volynská) | 94,0667 | Itálie (ITA) (Domiziana Cavannaová, Linda Cerrutiová, Costanza Di Camillová, Costanza Ferrová, Gemma Galliová, Marta Iacoacciová, Marta Murruová, Enrica Piccoliová, Federica Salaová, Francesca Zuninová, *Veronica Gallová, *Isotta Sportelliová) | 91,7000 | Francie (FRA) (Camille Bravardová, Manon Disbeauxová, Ambre Esnaultová, Laura Gonzalezová, Mayssa Guermoudová, Maureen Jenkinsová, Romane Lunelová, Ève Planeixová, Charlotte Trembleová, Mathilde Vigneresová, *Oriane Jaillardonová)                                               | 89,2000 |
| Mix                                                | Zlato | Zlato   | Stříbro | Stříbro | Bronz | Bronz   |
| Tech. sestava smíšených dvojic                     | Itálie (ITA) (Giorgio Minisini, Lucrezia Ruggierová) | 89,3679 | Španělsko (ESP) (Pau Ribes, Emma Garcíaová) | 83,7548 | Slovensko (SVK) (Jozef Solymosy, Silvia Solymosyová) | 75,5914 |
| Volná sestava smíšených dvojic                     | Itálie (ITA) (Giorgio Minisini, Lucrezia Ruggierová) | 89,7333 | Španělsko (ESP) (Pau Ribes, Emma Garcíaová) | 84,7667 | Slovensko (SVK) (Jozef Solymosy, Silvia Solymosyová) | 77,0333 |

## Medailová bilance
V uměleckém plavání se rozdělilo celkem 12 sad medailí.
| Pořadí | Stát            |       | Muži    | Muži  | Muži  |         | Ženy  | Ženy  | Ženy    |       | Mix   | Mix     | Mix   |  | Muži + Ženy + Mix | Muži + Ženy + Mix | Muži + Ženy + Mix | Celkem |
| Pořadí | Stát            | Zlato | Stříbro | Bronz | Zlato | Stříbro | Bronz | Zlato | Stříbro | Bronz | Zlato | Stříbro | Bronz |  |                   |                   |                   | Celkem |
| ------ | --------------- | ----- | ------- | ----- | ----- | ------- | ----- | ----- | ------- | ----- | ----- | ------- | ----- |  | ----------------- | ----------------- | ----------------- | ------ |
| 1.     | Ukrajina (UKR)  |       | 0       | 0     | 0     |         | 8     | 0     | 0       |       | 0     | 0       | 0     |  | 8                 | 0                 | 0                 | 8      |
| 2.     | Itálie (ITA)    |       | 2       | 0     | 0     |         | 0     | 6     | 2       |       | 2     | 0       | 0     |  | 4                 | 6                 | 2                 | 12     |
| 3.     | Španělsko (ESP) |       | 0       | 2     | 0     |         | 0     | 0     | 0       |       | 0     | 2       | 0     |  | 0                 | 4                 | 0                 | 4      |
| 4.     | Rakousko (AUT)  |       | 0       | 0     | 0     |         | 0     | 2     | 2       |       | 0     | 0       | 0     |  | 0                 | 2                 | 2                 | 4      |
| 5.     | Francie (FRA)   |       | 0       | 0     | 1     |         | 0     | 0     | 3       |       | 0     | 0       | 0     |  | 0                 | 0                 | 4                 | 4      |
| 6.     | Slovensko (SVK) |       | 0       | 0     | 0     |         | 0     | 0     | 0       |       | 0     | 0       | 2     |  | 0                 | 0                 | 2                 | 2      |
| 7.     | Řecko (GRE)     |       | 0       | 0     | 0     |         | 0     | 0     | 1       |       | 0     | 0       | 0     |  | 0                 | 0                 | 1                 | 1      |
| 7.     | Srbsko (SRB)    |       | 0       | 0     | 1     |         | 0     | 0     | 0       |       | 0     | 0       | 0     |  | 0                 | 0                 | 1                 | 1      |
| Celkem | Celkem          |       | 2       | 2     | 2     |         | 8     | 8     | 8       |       | 2     | 2       | 2     |  | 12                | 12                | 12                | 36     |